# Anna Schreurs-Morét
Anna Schreurs-Morét, geborene Schreurs (* 11. Juni 1963), ist eine deutsche Kunsthistorikerin. Sie lehrt aktuell am Kunstgeschichtlichen Institut der Albert-Ludwigs-Universität Freiburg i. Breisgau.

## Leben und Werk
Anna Schreurs-Morét studierte Kunstgeschichte, Italienische Philologie und Städtebau in Bonn und Rom. Sie war Mitglied des Bonner Graduiertenkollegs „Die Renaissance in Italien und ihre europäische Rezeption“ sowie Stipendiatin der Fondazione Lemmermann in Rom. 1995 wurde Schreurs-Morét mit der Dissertation „Antikenbild und Kunstanschauungen des Neapolitanischen Malers, Architekten und Antiquars Pirro Ligorio (1513-1583)“ bei Gunter Schweikhart in Bonn promoviert.
Danach war sie von 1996 bis 2005 wissenschaftliche Assistentin am Kunstgeschichtlichen Institut der Universität Frankfurt und von 2006 bis 2011 wissenschaftliche Assistentin am  Kunsthistorischen Institut in Florenz, Max-Planck-Institut, in der Direktion Alessandro Nova. In Florenz hatte sie zudem die wissenschaftliche Leitung des Projektes Sandrart.net (Online-Edition der „Teutschen-Academie der edlen Bau-, Bild- und Mahlerey-Künste“ 1675–1680, Kommentierung durch eine netzbasierte Forschungskooperation) inne.
2010 habilitierte sie mit einer Arbeit über „Joachim von Sandrart zwischen Text und Bild. Malerei und Dichtung in Zeiten des Dreißigjährigen Krieges“ und nahm 2011 einen Ruf an die Universität Freiburg an, wo sie seitdem als Professorin für Kunstgeschichte der Frühen Neuzeit tätig ist. Zudem war sie von 2013 bis 2016 Studiendekanin für akademische Studiengänge und von 2016 bis 2018 Prodekanin im Dekanat der Philosophischen Fakultät. Seit Juni 2015 ist sie Stellvertretende Vorstandsvorsitzende im wissenschaftlichen Beirat von Perspectivia.net – der Publikationsplattform der Max Weber Stiftung.
Anna Schreurs-Morét ist Mitglied des Vorstandes und der Konzeptgruppe des Sonderforschungsbereichs (kurz SFB) 948 „Helden, Heroisierungen, Heroismen“. Sie war in der ersten Förderphase Leiterin eines Forschungsprojektes zum Thema „Kunst-Held versus Kriegs-Held. Heroisierung durch Kunst im Kontext von Krieg und Frieden in der Frühen Neuzeit“ (Mitarbeiterin Christina Posselt-Kuhli), in der zweiten Projektphase leitete sie ein kunsthistorisches Projekt über „Grazia und Terribilità: Charismatisierungen des Künstlers als Phänomen des Heroischen in der frühen Neuzeit“ (Mitarbeiterin Jennifer Krieger) sowie (gemeinsam mit Achim Aurnhammer und Ronald W. Asch) das Projekt „Synthesen. Online-Kompendium und Handbuch „Helden – Heroisierungen – Heroismen““ in Kooperation mit dem OES (Open Encyclopedia System), am CeDiS, FU-Berlin, dessen Leitung sie auch in der dritten Förderphase (seit 2020 gemeinsam mit Ralf von den Hoff) innehat.
Ihre Forschungsinteressen betreffen die italienische und deutsche Kunst der frühen Neuzeit, Malerei in Deutschland im 17. Jahrhundert, Antikenrezeption im Italien des 16. Jahrhunderts, Kunsttheorie und Kunstliteratur der frühen Neuzeit, Geschichte der Kunstgeschichte / Wissenschaft im Internet sowie die Rezeption von Ovid und den mythologischen Schriften der Renaissance.
Für ihre Publikation Antikenbild und Kunstanschauungen des Neapolitanischen Malers, Architekten und Antiquars Pirro Ligorio (1513-1583) erhielt sie 2002 den Hans-Janssen-Preis der Akademie der Wissenschaften zu Göttingen. 2013 erhielt sie den Instructional Development Award (IDA) der Universität Freiburg für das Lehrkonzept Wissen im Prozess: „Kollaborativ erstellte Online-Publikationen von Studierenden an der Universität Freiburg“.
Am 25. März 2022 wurde Schreurs-Morét zur Repräsentantin der Berufsgruppe Hochschulen und Forschungsinstitute im Deutschen Verband für Kunstgeschichte (bis 2022: Verband Deutscher Kunsthistoriker) gewählt.

## Publikationen
- Antikenbild und Kunstanschauungen des neapolitanischen Malers, Architekten und Antiquars Pirro Ligorio (1513-1583) (= Atlas. Bonner Beiträge zur Renaissanceforschung Bd. 3). Köln 2000, ISBN 9783883753584.
- Ein europäischer Künstler aus Frankfurt: Joachim von Sandrart (1606–1688). Katalog zur Ausstellung des Historischen Museums Frankfurt am Main im Holzhausenschlösschen, 12.5.–2.7.2006, Frankfurt 2006.

Herausgebertätigkeit
- Joachim von Sandrart: Teutsche Academie der Bau-, Bild- und Mahlerey-Künste, Nürnberg 1675–1680, Wissenschaftlich kommentierte Online-Edition, gemeinsam hrsg. mit Thomas Kirchner, Alessandro Nova, Carsten Blüm und Thorsten Wübbena, 2008–2012. (online)
- Aus aller Herren Länder: Die Künstler der Teutschen Academie von Joachim von Sandrart, Turnhout 2015 (Hrsg. gemeinsam mit Lucia Simonato und Susanne Meurer), ISBN 9782503553214.
- (gemeinsam mit R. von den Hoff, Chr. Posselt-Kuhli, H.W. Hubert und F. Heinzer) Imitatio heroica. Heldenangleichung im Bildnis, hrsg. v. R. von den Hoff, A. Schreurs-Morét, Ch. Posselt-Kuhli, H.W. Hubert u. F. Heinzer, Würzburg 2015, ISBN 9783956500954.
- (gemeinsam mit K. Helm, H.W. Hubert, Ch. Posselt-Kuhli) Künstlerhelden? Heroisierung und mediale Inszenierung von Malern, Bildhauern und Architekten, Merzhausen 2015, ISBN 9783942919029.
- Unter Minervas Schutz. Bildung durch Kunst in Joachim von Sandrarts Teutscher Academie, hrsg. v. Anna Schreurs unter Mitwirkung von Julia Kleinbeck, Carolin Ott, Christina Posselt und Saskia Schäfer-Arnold, Ausst.-Kataloge der Herzog August Bibliothek Nr. 95, Wiesbaden 2012, ISBN 9783447067775.
- Benvenuto Cellini – Kunst und Kunsttheorie im 16. Jahrhundert, hrsg. von Alessandro Nova und Anna Schreurs, Köln 2003, ISBN 9783412110024.